# Palais de Lourizán
Le palais de Lourizán est un manoir situé à Herbalonga dans la paroisse civile de Lourizán, à Pontevedra, en Espagne.

## Histoire
Au XVe siècle cette propriété a été transformée en ferme et appartenait à la famille Montenegro. Le pigeonnier circulaire crénelé date de cette époque. Une tour fortifiée a été construite dans le domaine, où Luis de Góngora a séjourné en 1609 et a écrit une partie de son livre Solitudes. 
Au XVIIe siècle, le domaine, connu sous le nom de Granja de la Sierra, était la propriété du marquisat de La Sierra. Par la suite, il a eu différents propriétaires, marchands et hommes d'affaires. Au XIXe siècle, le palais a appartenu à Buenaventura Marcó del Pont Bori, après qu'il l'ait acheté aux héritiers de Francisco Genaro Ángel, le frère de sa femme.
Puis il a été transformé en résidence principale et en résidence secondaire pour l'été, lorsque Eugenio Montero Ríos y a vécu. En octobre 1876, il a loué le domaine et l'a acquis le 16 mai 1879. À cette époque, le domaine était très proche de la ria de Pontevedra et possédait sa propre jetée. Entre 1893 et 1894, le premier grand réaménagement du manoir a été effectué. Il a consisté à créer une galerie en bois dans l'aile sud, qui enfermait la chapelle de l'édifice. Le manoir est devenu une résidence ostentatoire avec des fonctions institutionnelles représentatives, ainsi qu'un espace de vie, de loisirs et de détente. Le Traité de Paris a été signé dans ses salles après la guerre avec les États-Unis en 1898, au cours de laquelle l'Espagne a perdu Cuba, Porto Rico, les Philippines et Guam.
Eugenio Montero Ríos a chargé l'architecte Jenaro de la Fuente Domínguez de rénover entièrement le palais au début du XXe siècle. L'objectif était de transformer le pazo en un grand palais résidentiel, imitant et surpassant en taille la typologie des hôtels particuliers à la mode du style Second Empire. Le plan de la façade du projet date du 20 février 1909 et il a intégré et harmonisé des éléments provenant de différentes étapes de la construction pour créer une unité architecturale. Cette rénovation a donné au palais une nouvelle apparence, tant à l'extérieur qu'à l'intérieur. Les travaux ont commencé en septembre 1909 et se sont terminés en 1912. À l'origine, les statues de marbre situées sur le grand escalier central menant au palais formaient ce que l'on appelait l'avenue des statues, mais lors de ce grand remaniement du palais, elles ont été déplacées vers l'escalier. Eugenio Montero Ríos a vécu dans le palais de Lourizán jusqu'à sa mort en 1914. 
La députation provinciale de Pontevedra l'a acheté en 1943 à la Caisse d'épargne provinciale de Pontevedra et (un cinquième) à la marquise d'Alhucemas, veuve et fille de Montero Ríos,. Cette même année, La Députation l'a cédé au ministère de l'éducation pour qu'il serve de centre régional d'enseignement, de recherche et d'expériences forestières et en 1946, il est devenu une école technique supérieure de sylviculture.
Le centre a été intégré à l'Institut national de recherche agricole (INIA) en 1973 et, en 1984, il a été transféré à la Xunta de Galice,. Il est actuellement intégré dans le Centre pour le développement durable du ministère régional de l'environnement depuis 1991. Les principaux objectifs du Centre de recherche environnementale et forestière de Lourizán sont la protection, la conservation et l'amélioration du patrimoine forestier de la Galice.
Le 19 mai 2023, le palais est devenu la propriété de la Xunta de Galice.

## Description

### Le bâtiment
L'édifice actuel a un air romantique et est l'œuvre de Jenaro de la Fuente Domínguez. C'est un bâtiment éclectique avec des influences de l'art nouveau, du classicisme et de l'architecture française du Second Empire,.
La structure du palais est symétrique, monumentale et avec une prédominance de volumes horizontaux. Il comporte un rez-de-chaussée et deux étages. Le corps central est en forme de U avec trois tours couronnées par des mansardes à la française, et toit en ardoise. La façade présente des colonnes et des pilastres ioniques. La partie centrale, avancée par rapport aux côtés, est rehaussée par un blason et une horloge, à la place où se trouvent d'habitude les armoiries des manoirs galiciens. 
Devant ce corps central se trouve un grand escalier impérial en pierre à deux volées, entouré de statues néoclassiques en marbre blanc personnifiant la justice et la prudence et représentent les vertus, les valeurs et les dévotions. En haut de l'escalier se trouvent les statues de Germanicus, Discobole, l'Esclave mourant et Sophocle, tandis qu'aux extrémités de la rotonde se trouvent les statues de Pallas Athéna et de Diane de Gabies. Sur les templions de la façade principale, à côté de la porte d'entrée du vestibule, se trouvent les allégories du Printemps et de l'Été. L'escalier de forme circulaire génère un belvédère d'où l'on peut contempler la vue, à l'imitation du style baroque français. Cet escalier mène à l'entrée principale et à une terrasse semi-circulaire (qui sert de point de vue) au-dessus d'une grotte artificielle qui simule une grotte volcanique calcaire appelée Grotte des Miroirs. À ce stade, deux ailes latérales s'ouvrent, constituées de légères galeries de pierre et de verre qui enveloppent l'ancien pazo. Au premier étage, les façades des ailes latérales s'effacent, mettant en avant le corps central et créant des terrasses avec des balustrades. Les fenêtres hautes, les pilastres, les balcons, les lucarnes et les dômes bordés d'écailles de zinc du type dôme à l'impériale sont répétés dans ces parties latérales, ce qui renforce l'élégance du palais.
Le grand nombre de fenêtres et de balcons se démarque, apportant lumière et légèreté à la structure. La décoration est remarquable pour la fusion d'éléments néoclassiques et art nouveau. Les colonnes, les balcons et les ornements montrent des ressources classiques. Le fronton triangulaire du corps central est décoré des symboles de la profession d'Eugenio Montero Ríos, et des attributs de la justice, un bouclier avec un livre et une plume.
On accède à l'intérieur par une simple porte sur le verre de laquelle sont imprimées les initiales de ses anciens propriétaires, "E et A", "Eugenio et Avelina".
L'intérieur du palais est organisé autour des trois étages visibles de l'extérieur, où le rez-de-chaussée et le premier étage contiennent les vestiges des murs de la première maison et du pazo. Les pièces sont distribuées selon deux moitiés séparées par un long couloir qui parcourt toute la longueur du bâtiment, comme dans l'architecture palatiale, en laissant les pièces de rang supérieur, les salles pour recevoir les visiteurs, les salons et les bureaux, vers la façade avant donnant sur le parc, et les parties accessoires telles que les quartiers des serviteurs, la cuisine et les offices vers l'arrière donnant sur la basse-cour.

### Le domaine
Le manoir possède 54 hectares de jardin et de bosquet, qui montrent les différents usages auxquels il a été consacré au cours des siècles : ferme, jardin botanique seigneurial et centre de recherche forestière. Il possède l'une des plus importantes forêts d'Europe, avec des espèces végétales importées d'autres latitudes ou même des modifications singulières d'espèces pour les adapter au climat de Pontevedra, ce qui donne un ensemble forestier unique.
De nombreux arbres autochtones y poussent, tels que des chênes, des châtaigniers et des bouleaux, des érable sycomores et des arbres introduits, comme des cyprès, des araucarias, des cèdres, des magnolias ou des troènes communs, dont beaucoup ont été apportés par des jardiniers français. Plusieurs de ces arbres figurent dans le Catalogue des arbres singuliers de la Xunta de Galice. On y trouve des arboretums avec toutes les variétés de châtaigniers, de pins, d'eucalyptus ou de camélias, avec le plus grand spécimen du monde, un camélia du Japon de 20,5 mètres de haut. Il y a également un rimu de Nouvelle-Zélande et un petit jardin taïwanais.
Autour du palais il y a des bassins, des greniers sur pilotis, un pigeonnier du XVe siècle, une serre en verre avec une structure en fer de 1900, une table en granit d'une seule pièce (apparemment extraite d'un rocher de l'île de Tambo), des statues en marbre blanc et plusieurs fontaines, comme celle du Coquillage, celle de Trois Becs, celle du Patio et celle de la Grotte des Miroirs. Le domaine est organisé en avenues: celle des Camélias, celle de l'Eucalyptus et celle de la Grotte des Miroirs,.
L'Orangerie art nouveau du début du XXe siècle est en verre et en fer forgé  et le grenier galicien avec son aire de battage et son séchoir a 16 pieds. L'Orangerie se distingue par sa structure rectangulaire, grande et légère. Son point le plus haut se situe à 7 mètres dans l'espace central, où sont cultivées les espèces les plus grandes, laissant les espaces latéraux pour les plantes plus petites.

## Culture
L'écrivain Lola Fernández Pazos a publié en 2022 le roman El Pazo de Lourizán, dont l'intrigue se déroule dans le palais,.
L'île de Tambo faisait autrefois partie du territoire du palais. Montero Ríos a acheté les trois cinquièmes de l'île en 1884 et un autre cinquième en 1894. En 1940, ses enfants l'ont vendue à la marine pour qu'elle soit utilisée par l'École navale militaire.

## Galerie d'images

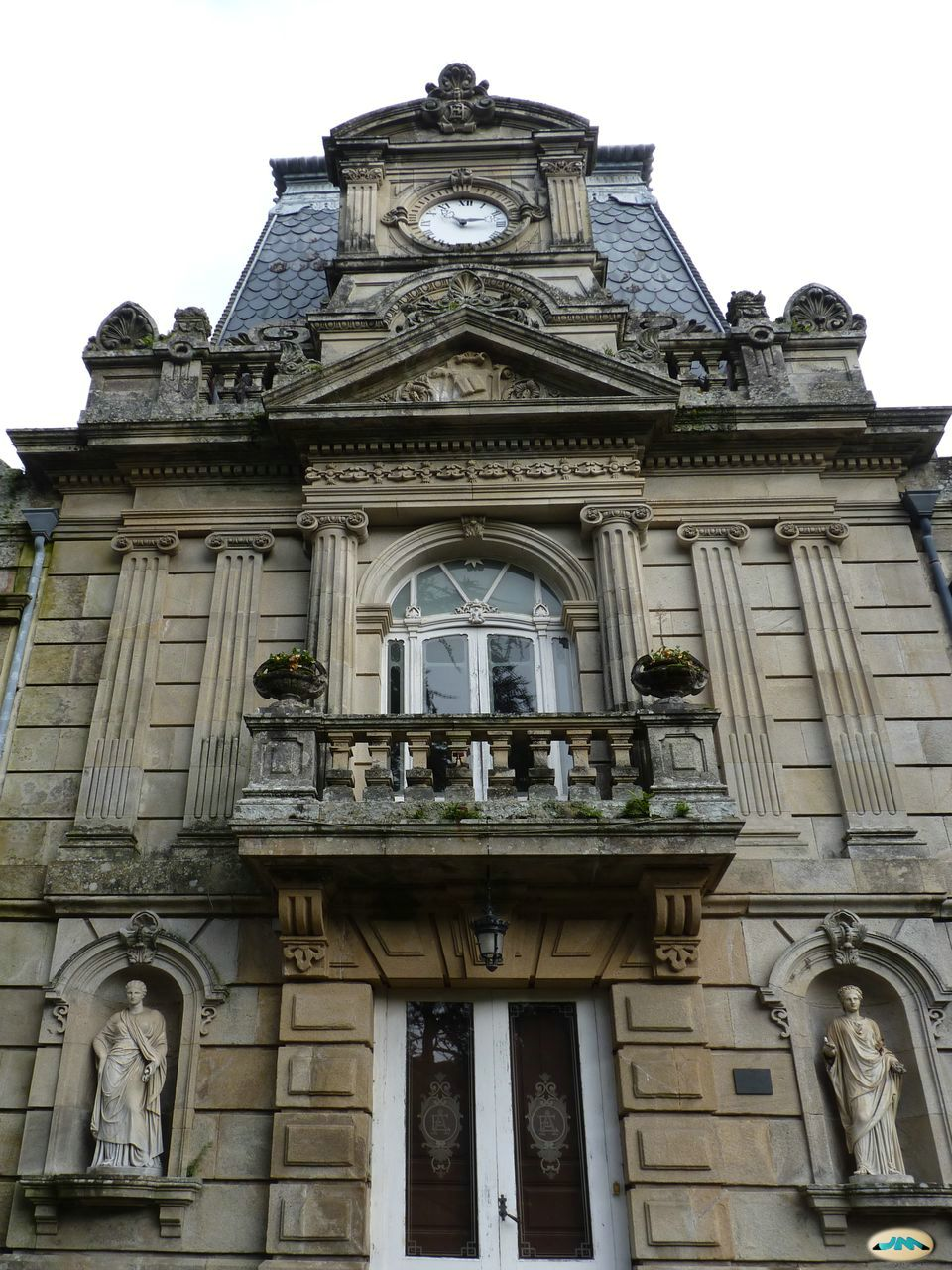
Détail de la façade
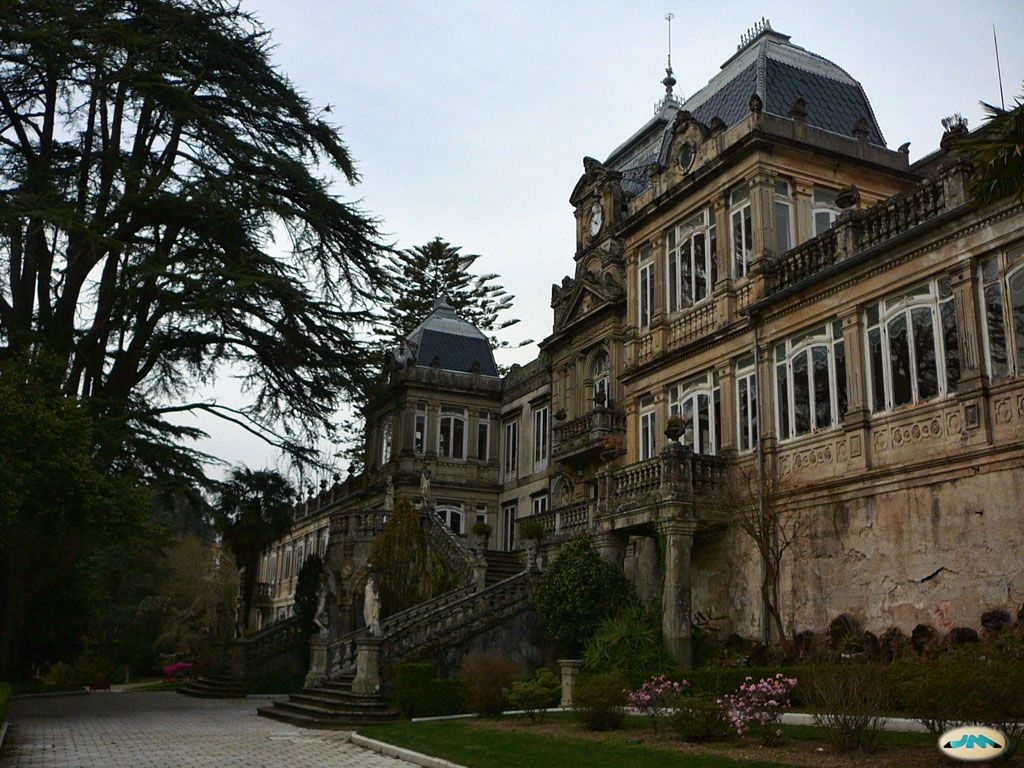
Le palais devant le grand cèdre.
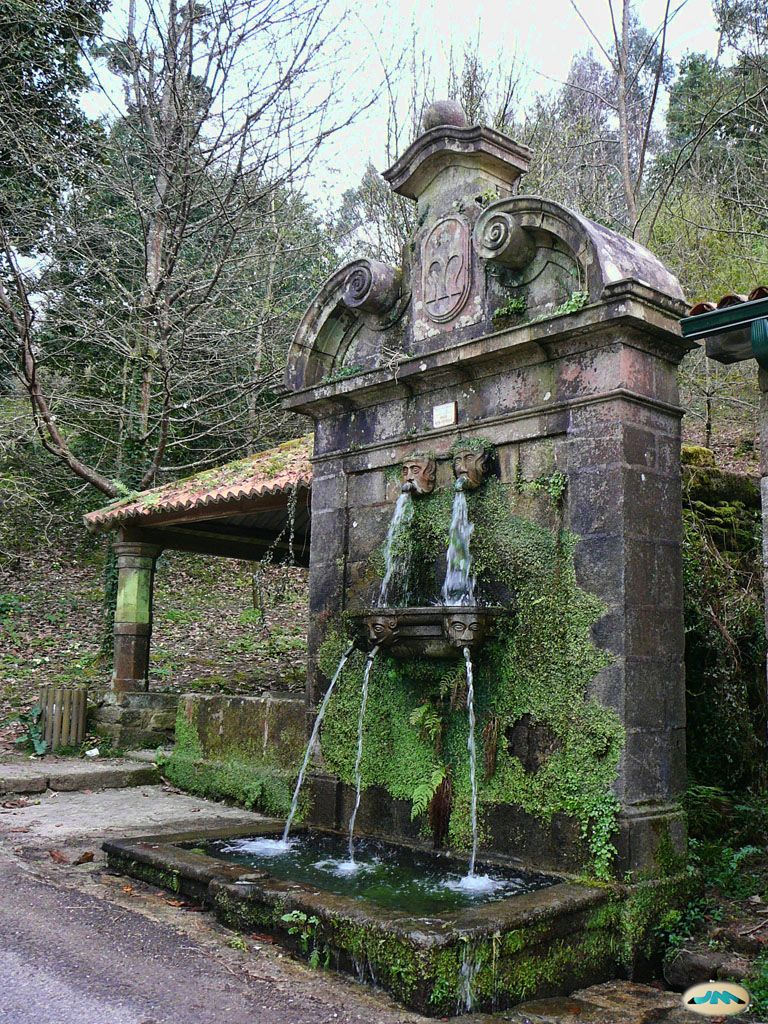
Fontaine des Trois Becs.
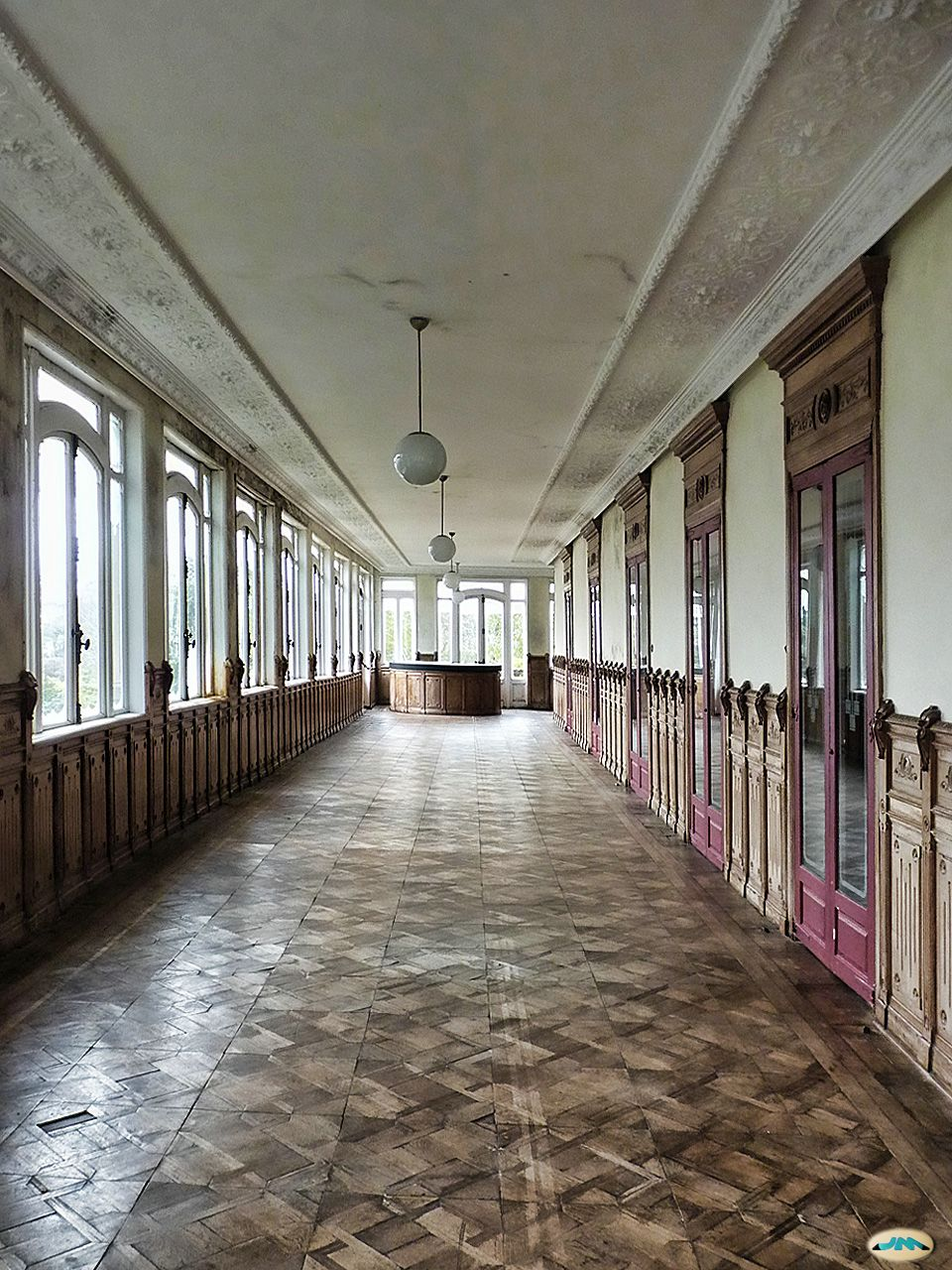
Couloir dans l'intérieur du palais.
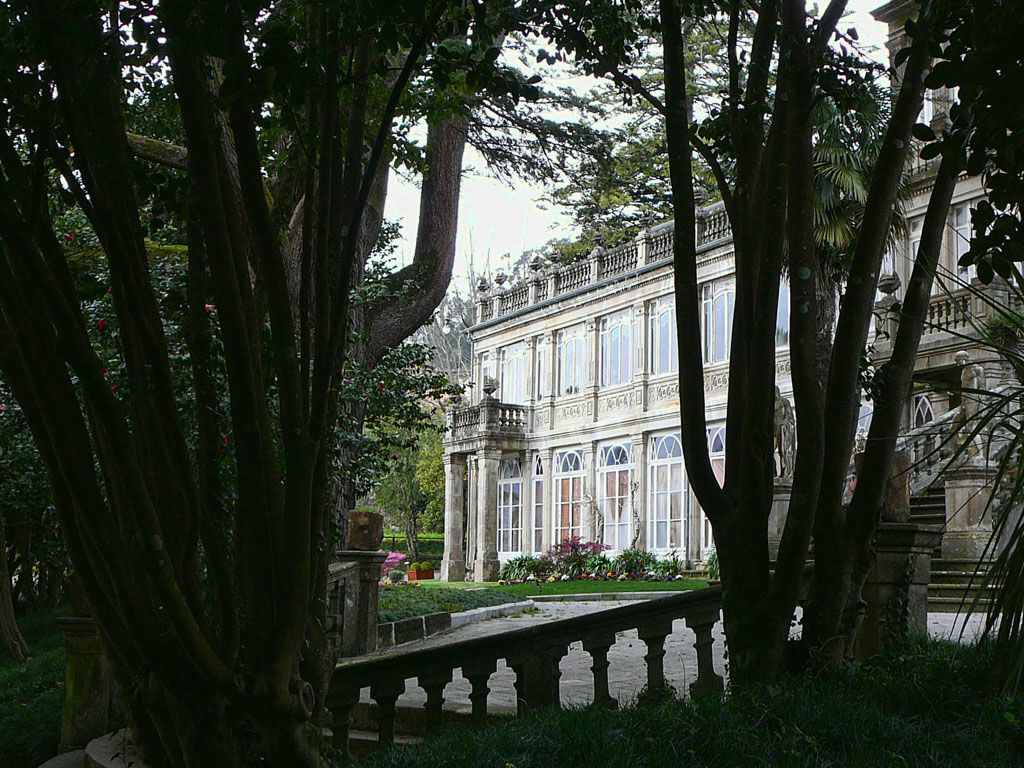
Les vitres du pazo au fond depuis le bosquet
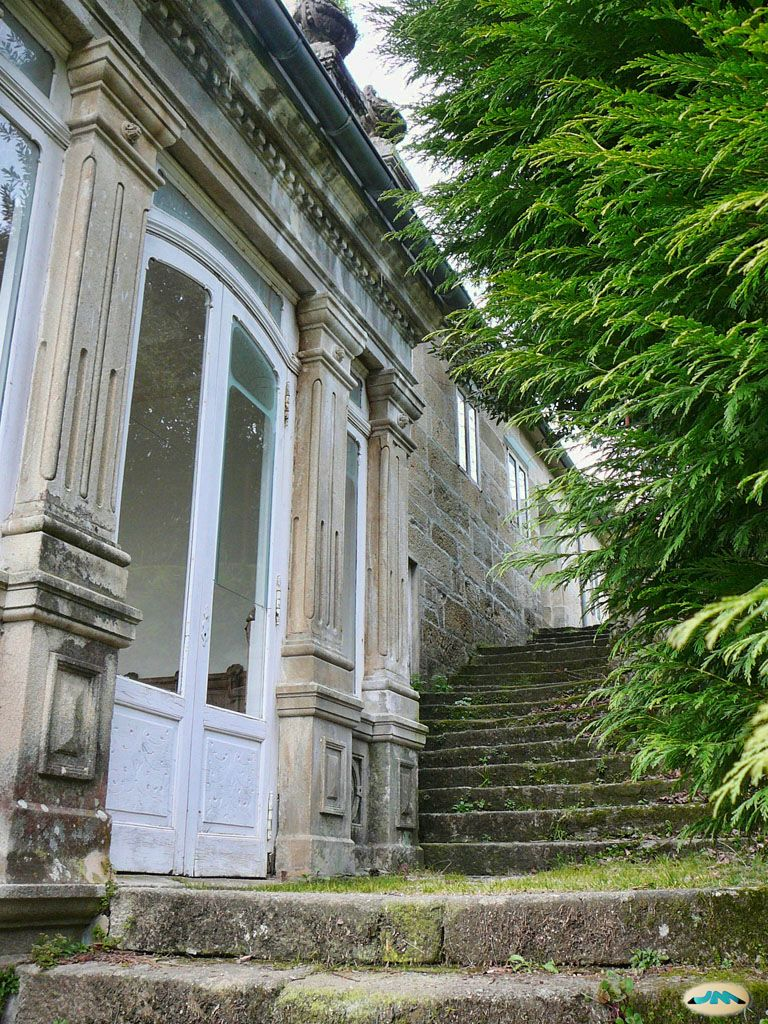
Latéral de la façade avec l'escalier et la porte.
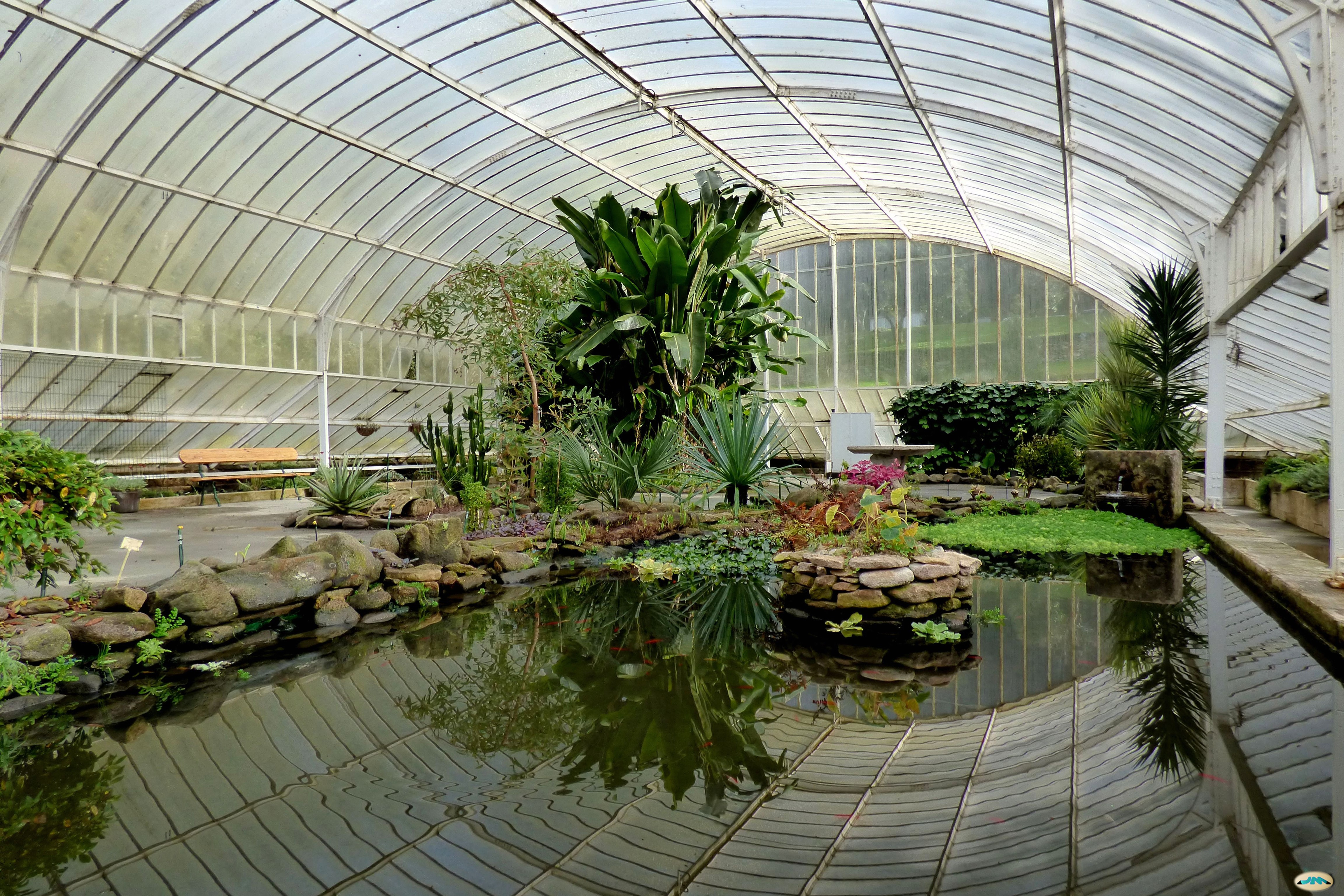
Serre en verre dans le jardin du palais.
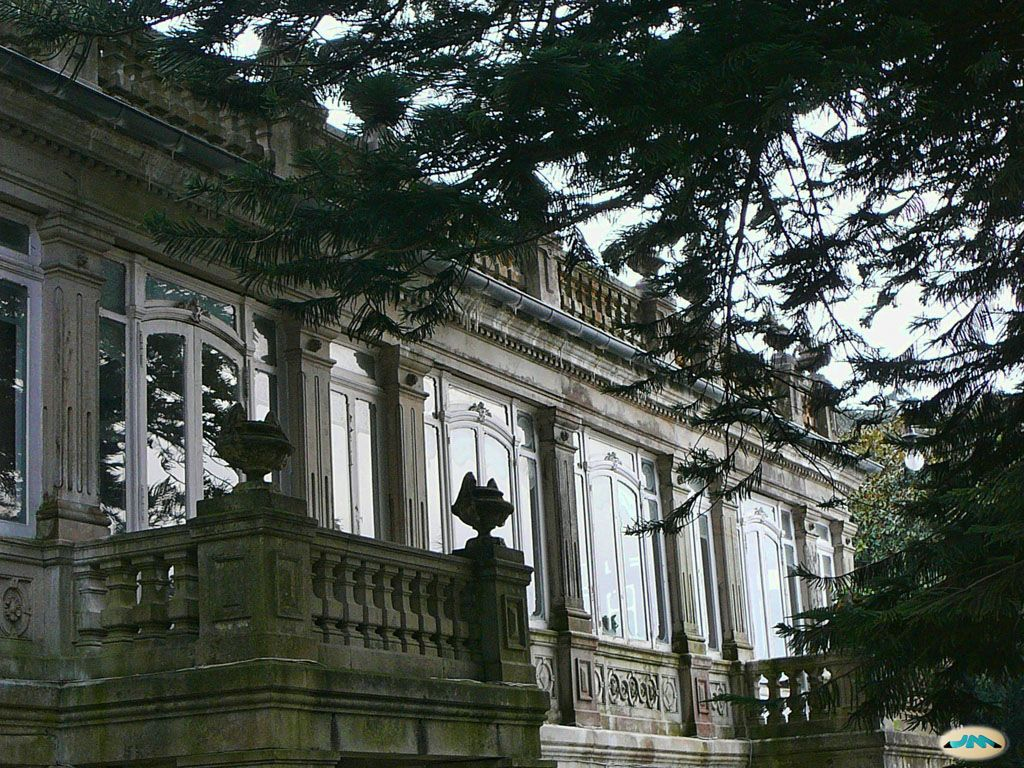
Façade et terrasses.
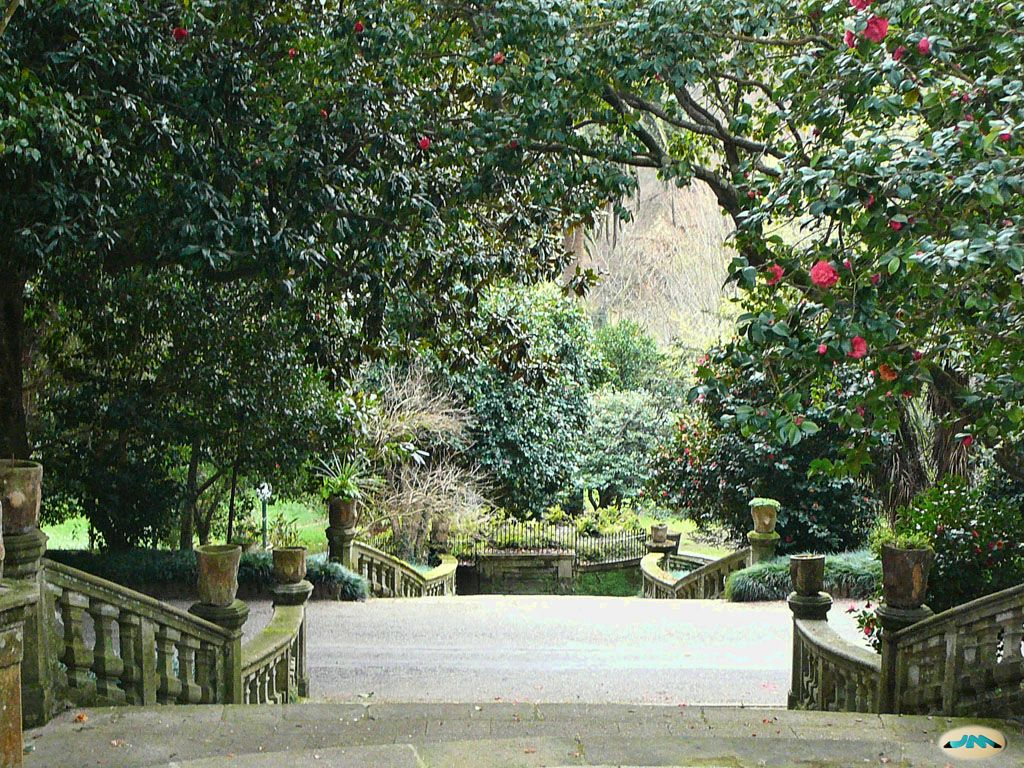
Perron et camélias.
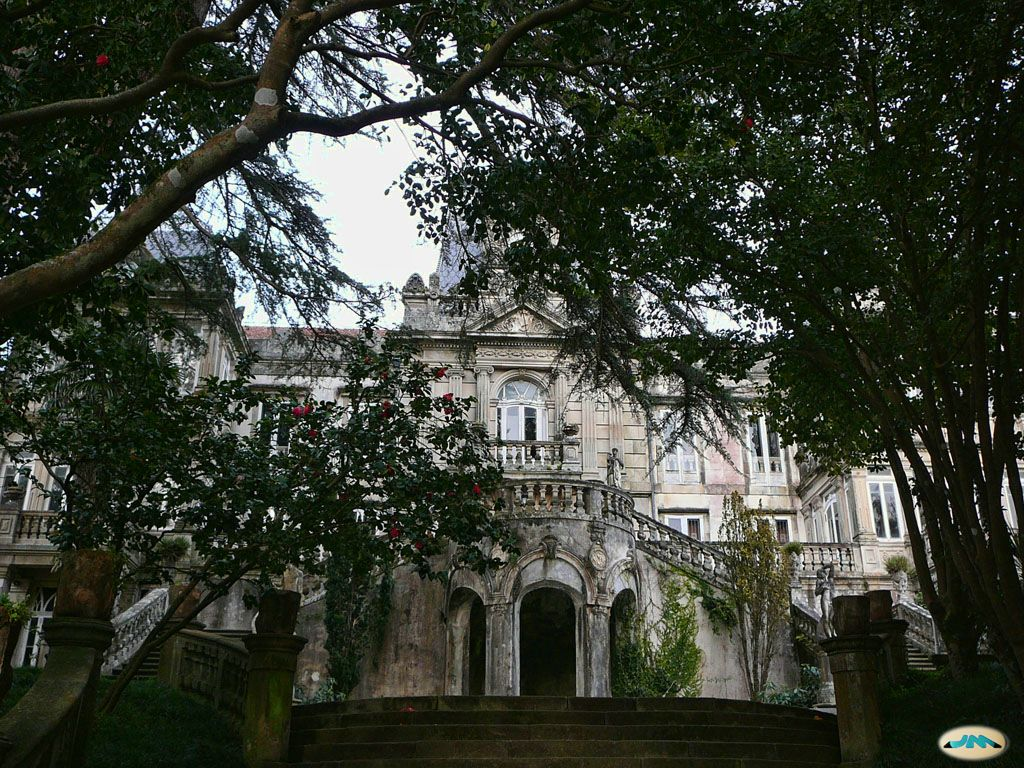
Vue de la façade principale depuis le perron.
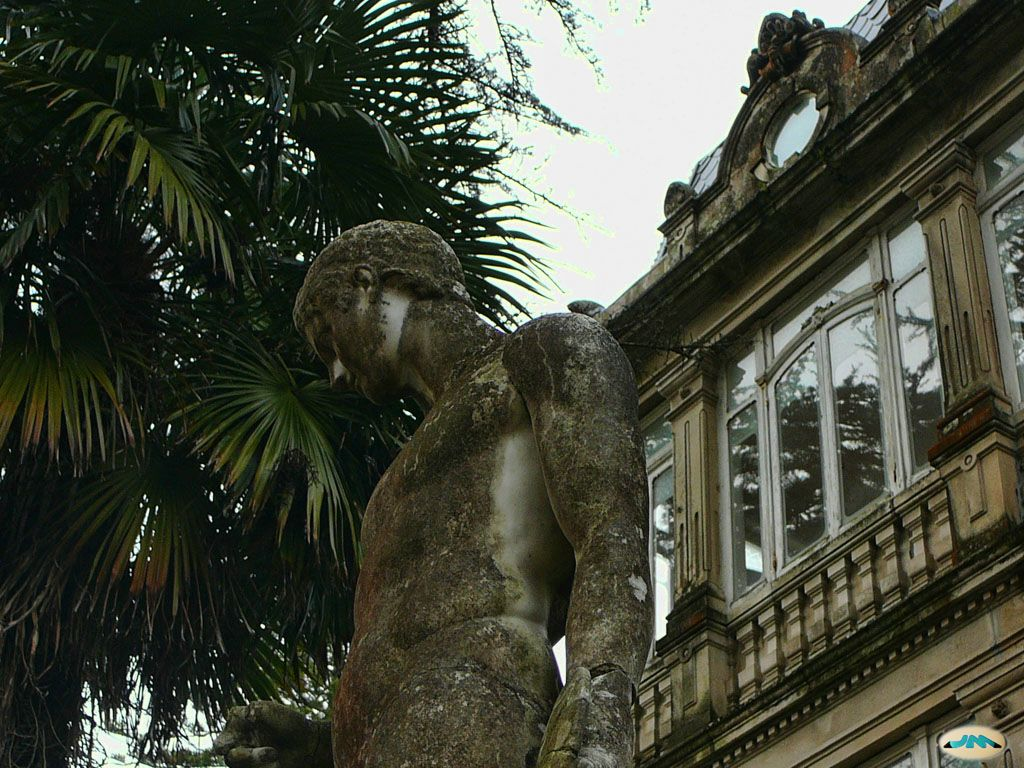
Sculpture dans le jardin.
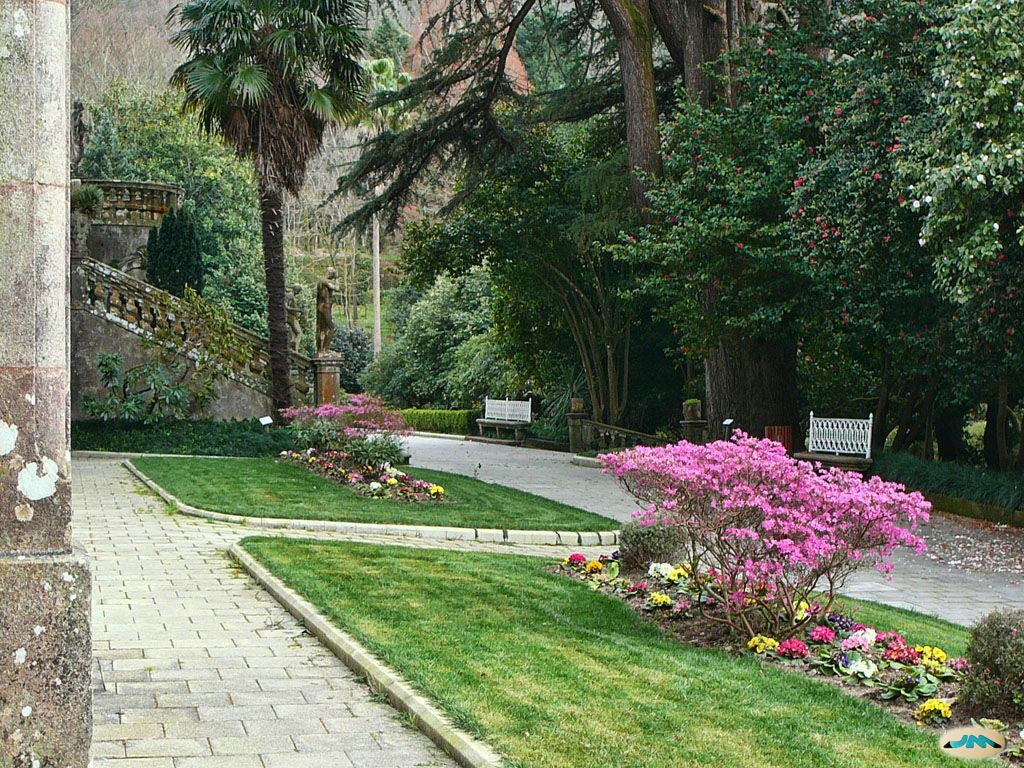
Jardins avec azaleas et palmiers.
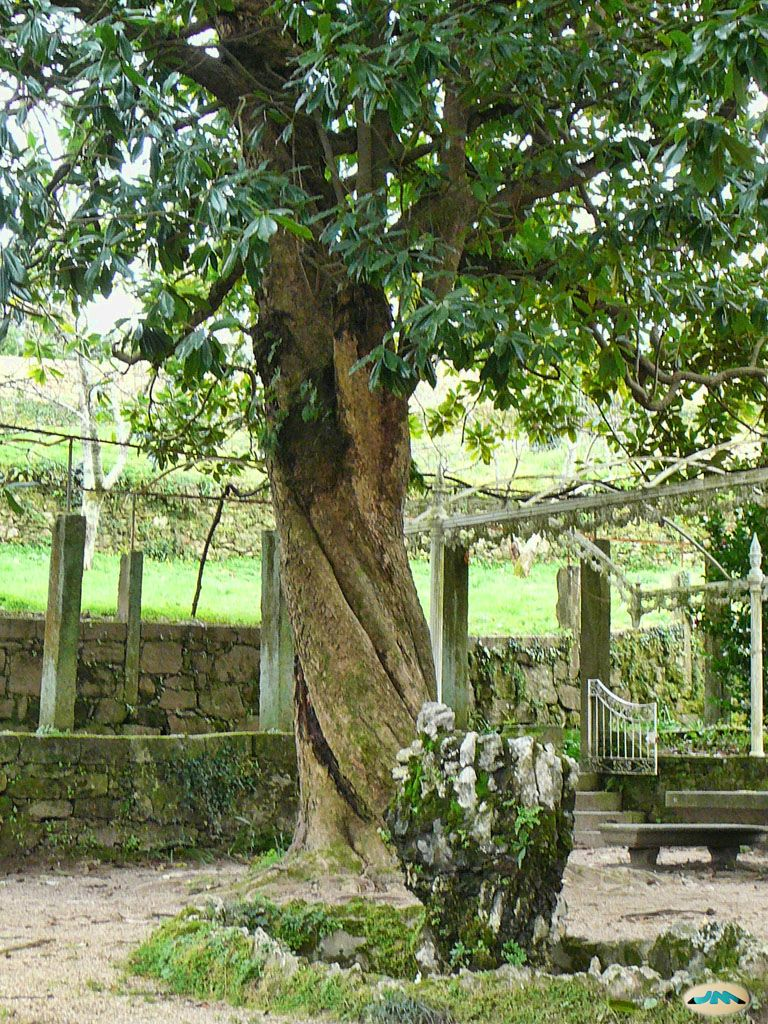
Magnolia.
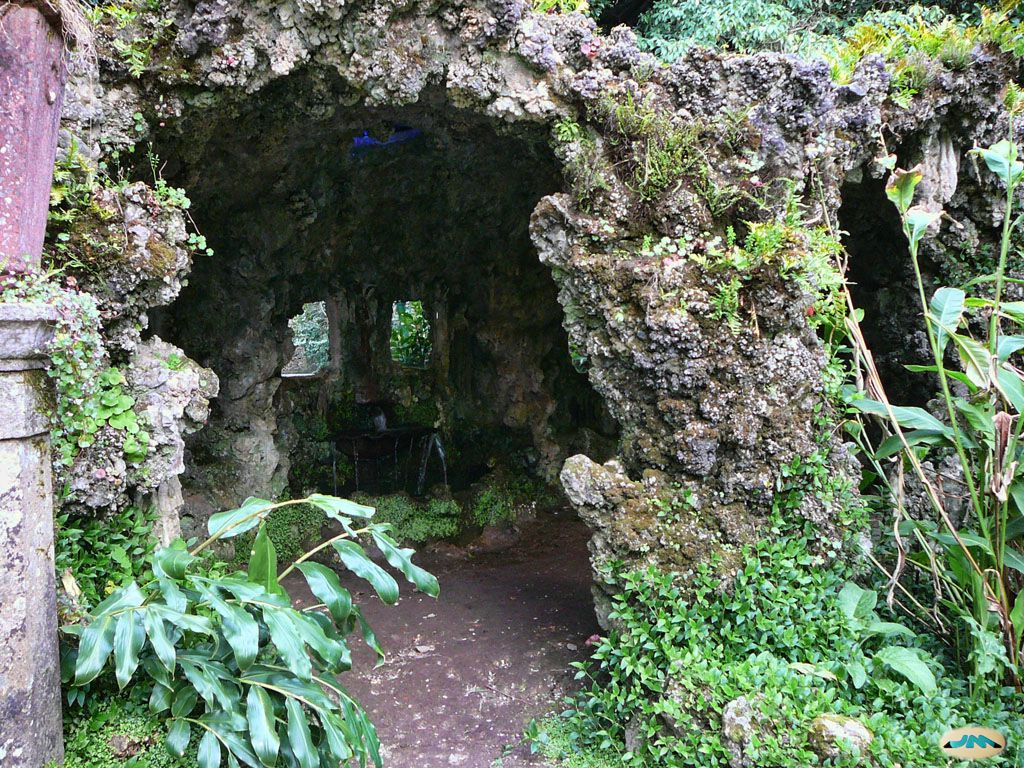
Grottes dans le jardin.
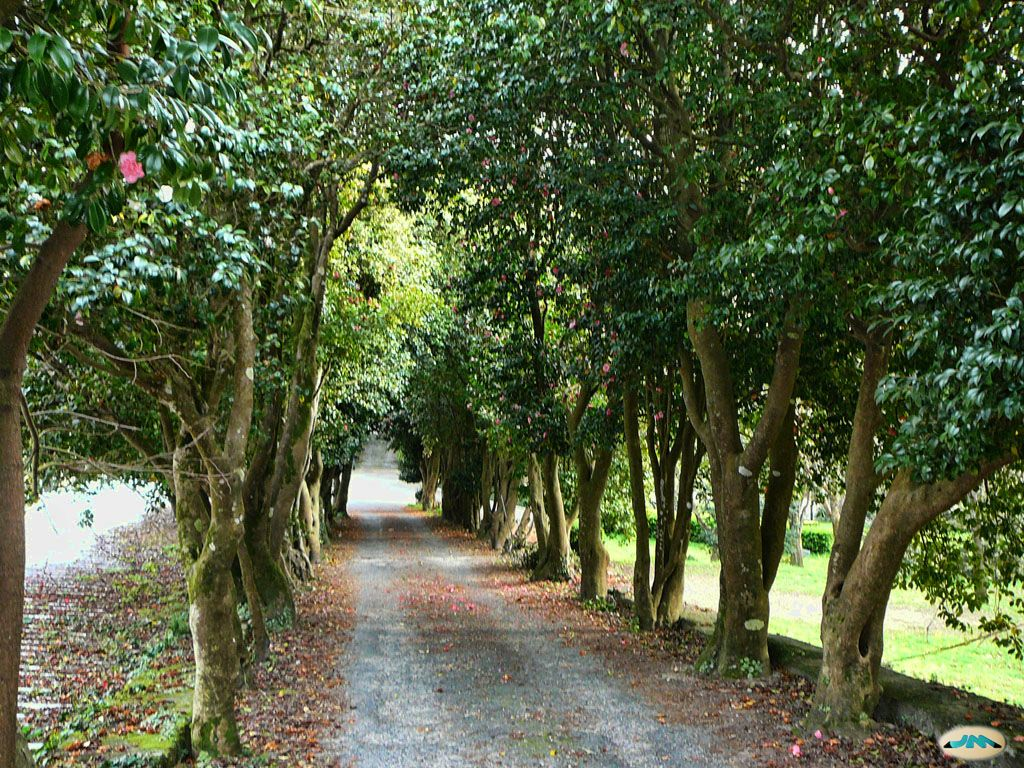
Allée des camélias.
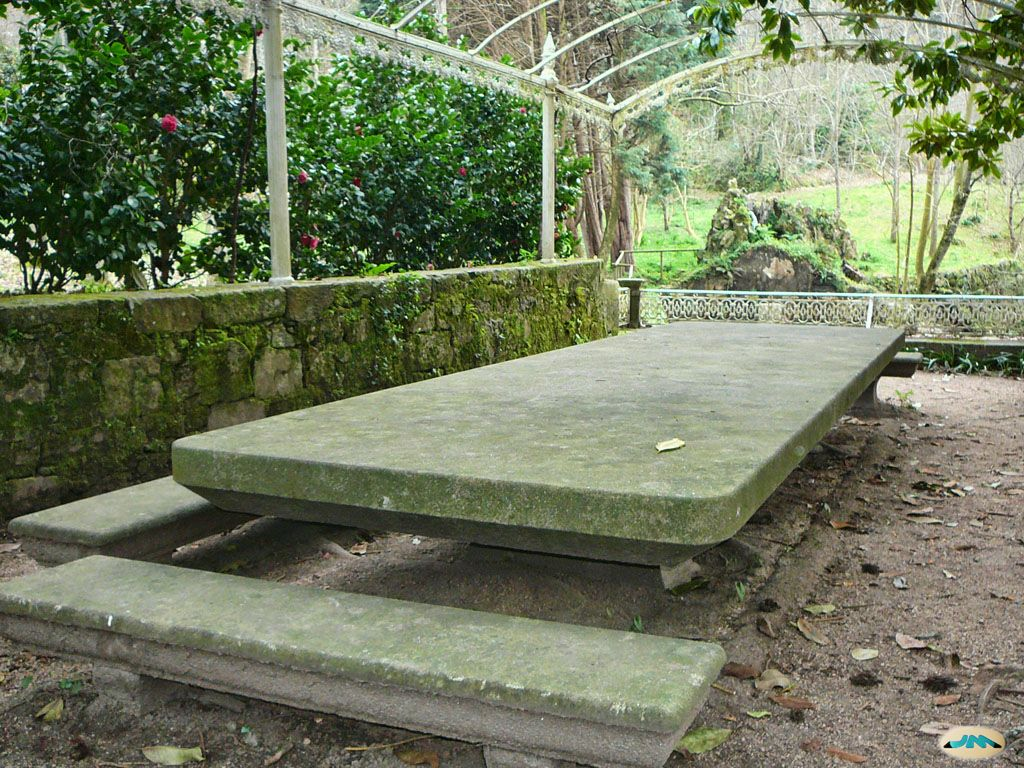
Table en granit dans le jardin sous la pergola. À ce qu'il paraît la pierre vient d'un rocher de l'Île de Tambo.
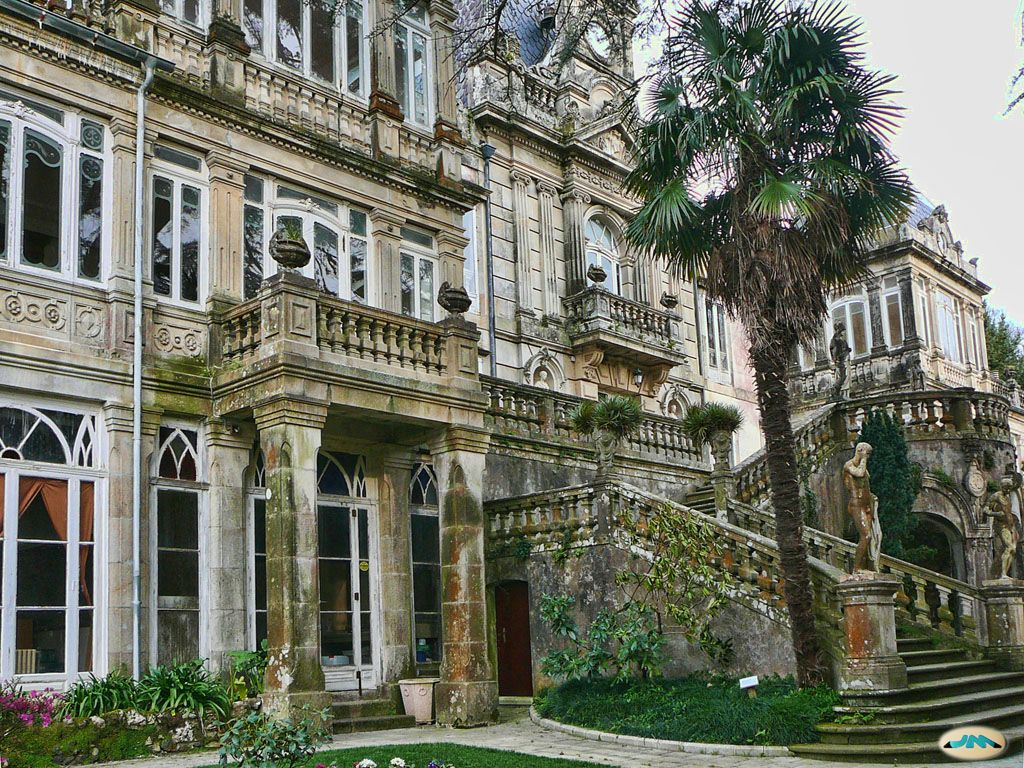
Façade.
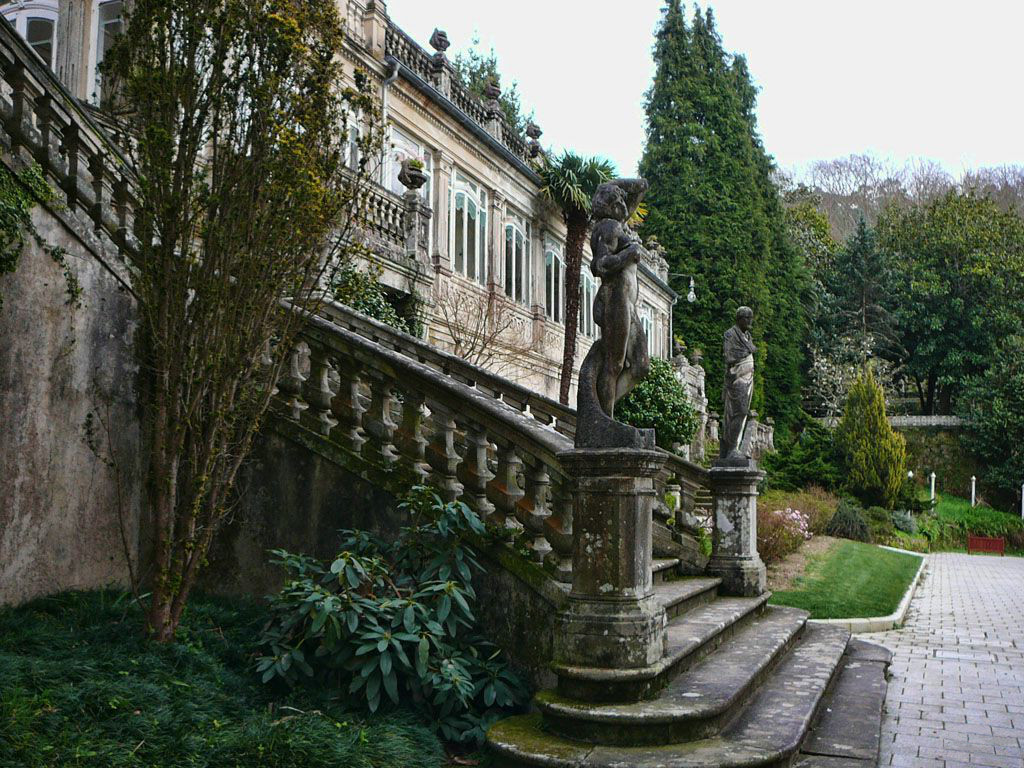
Perron.
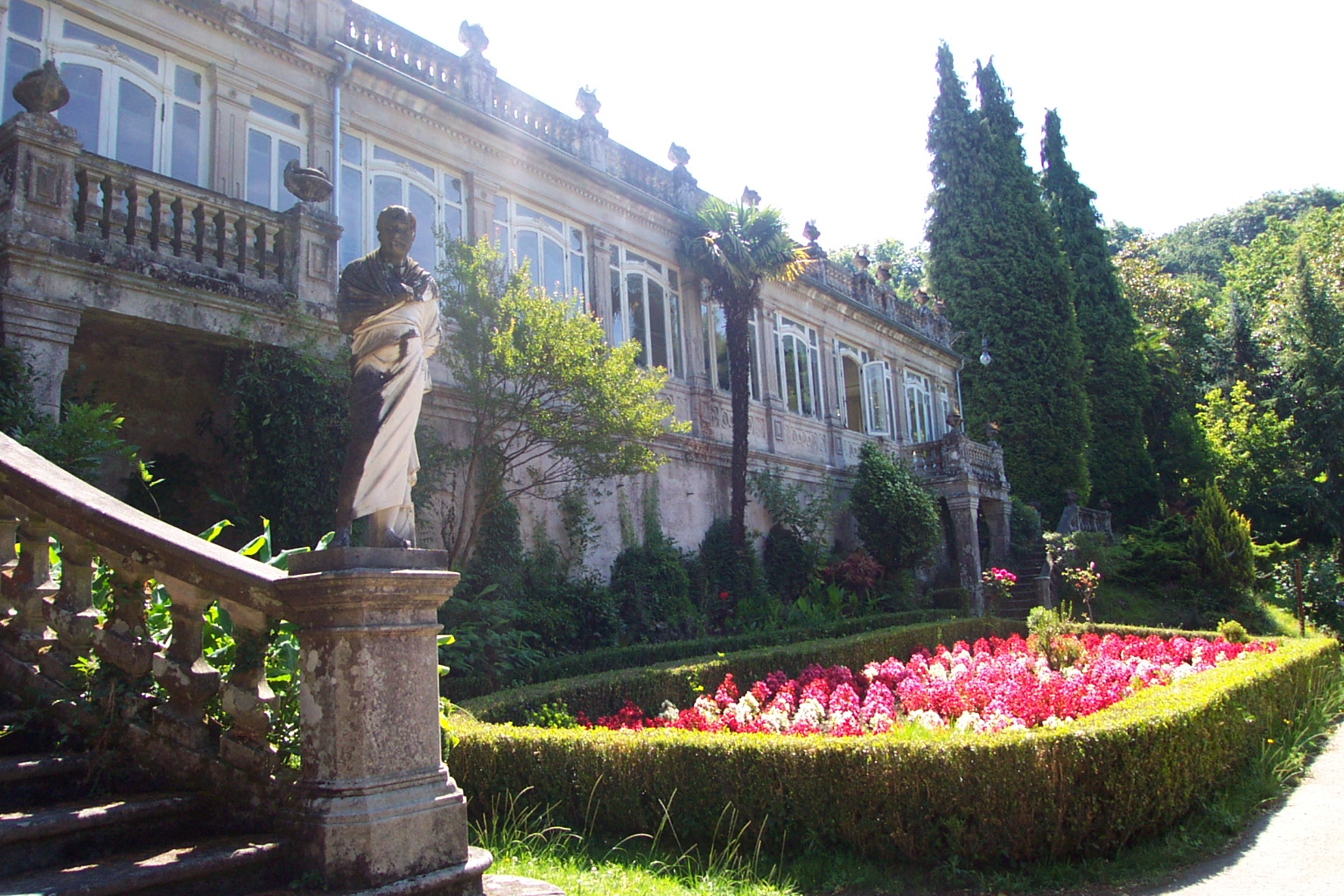
Parterre de haies et de fleurs.